# 学校BBS
学校BBS（がっこうビービーエス）は、全国の公立・私立小中高等学校別の電子掲示板。ミルクカフェの姉妹サイト。ミルクカフェと同じく株式会社サイブリッジが運営している。
2021年11月30日閉鎖。

## 概要
全国約50000の小中高等学校別に掲示板が設置してあり、学校別電子掲示板としては日本有数の規模である。学校別では無いジャンル別（後述）の総合掲示板やアンケートもある。
なお、2014年現在、閲覧や書き込みは可能ではあるが、既に運営の業務が停止したのか、市町村合併などの対応もされておらず、また、統廃合や分離によってできた新しい学校に対応していなかったりする。
統廃合によって廃校となった中学校であっても、掲示板が残っており、廃校となった学校の閲覧が可能。また、市町村合併に対応していた頃については、旧町名の学校も合併先の市町村に移動し、また、旧町名だったころの学校名を残しつつ、新たに、新市町村名の学校名で新たに掲示板が作られていた。ただし、上記にも書いた通り、現在は市町村合併や新しくできた学校には対応していない。
2005年頃は市町村合併や、新しい学校設立には対応していたが、2010年中の市町村合併に対応していないこと、2011年度開校の学校には対応していないことが確認されている。

## NGワード
小中高等学校の生徒が利用する事が考えられる為、ネットでのいじめや誹謗中傷、出会いなどに発展する語句はNGワードとされていて、本文中に含まれていると投稿できない。NGワードの判定は割と厳しく、荒らす等の意図がない一般的な投稿でもNGワードに引っかかることがあり、長文だとどこがNGワードか分からないこともたびたびある。主な投稿規定は特定の人物の誹謗中傷、個人を特定できる書き込みの禁止など一般的である。なお、本文に日本語の含まれない投稿、5文字以下の投稿、3行以上の無意味な改行等もエラーとなり投稿できない。

## ジャンル別掲示板の一覧
- 勉強教えて(高校生)
- 勉強教えて(中学生)
- 勉強教えて(小学生)
- 勉強教えて(大学受験)
- 勉強教えて(高校受験)
- 勉強教えて(中学受験)
- 部活掲示板
- 読書感想文

新規スレッドを立てる事は不能で、全て運営側が立てる。スレッドタイトルの本の感想を書き込む板。
- 恋バナ(高校生)
- 恋バナ(中学生)
- 恋バナ(小学生)
- 雑談
- 雑談(高校生)
- 雑談(中学生)
- 雑談(小学生)
- ファッション
- 美容・メイク・ケア
- ゲーム
- コミック・アニメ
- 創作
- テレビ・映画
- 音楽
- 芸能人・タレント
- ジャニーズ
- ニュース・事件
- アルバイト総合

他にも地域やスポーツのジャンルがある。